# Thiago Rocha da Cunha
Thiago Rocha da Cunha, meglio noto come Thiaguinho (Rio de Janeiro, 22 novembre 1984), è un ex calciatore brasiliano, di ruolo difensore.